# Austropsyche victoriana
Austropsyche victoriana är en nattsländeart som beskrevs av Banks 1939. Austropsyche victoriana ingår i släktet Austropsyche och familjen ryssjenattsländor. Inga underarter finns listade i Catalogue of Life.